# アクアパンナ

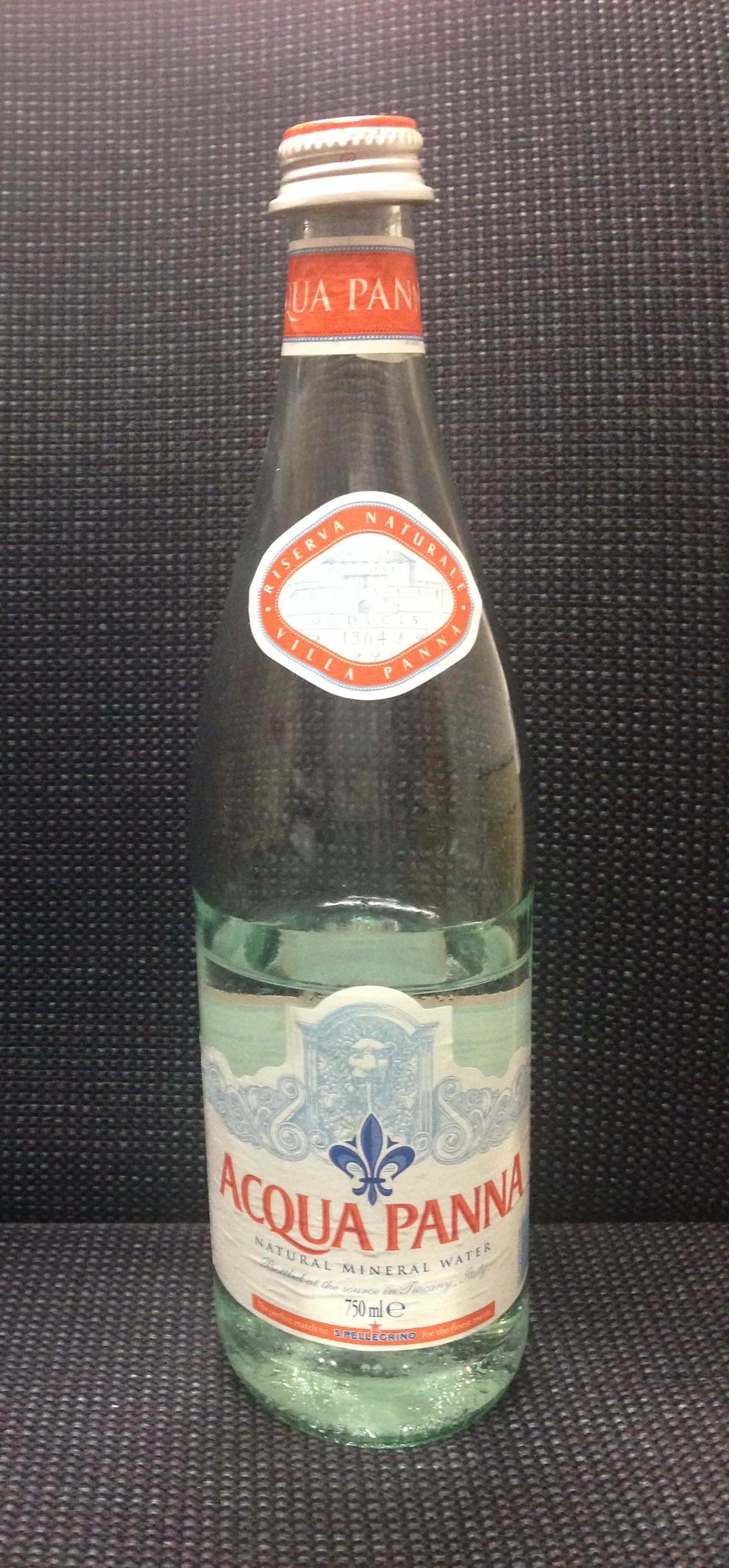
アクアパンナ

アクアパンナ (Acqua Panna; Panna) は、メディチ家の紋章をあしらったマークで知られるイタリアのミネラルウォーターのブランドである。現在はサンペレグリノ社が製造しており、ネスレグループが商標権を保有している。日本ではサントリーフーズから販売されている。

## ミネラルウォーター
水質は中硬水で無発泡である。瓶入りとペットボトル入りのタイプがある。
水源地は元々メディチ家領地だった場所で、現在は自然保護地区になっている。味わいは軽やかで安定しており、料理やワインの繊細な味をも引き立てると言われている。

### 基本情報
成分はは2015年のレポートによる。
- カルシウム - 32 (mg / l)
- マグネシウム - 6.7 (mg / l)
- ナトリウム - 7 (mg / l)
- 硬度 - 107.5
- pH - 8.2
- 水源 - イタリア、トスカーナ州スカルペリーア[2]
- 殺菌方法 - 無殺菌
- ボトリング状況 - 採水地で直接ボトリング